# Henning Elbirk
Henning Bruun Elbirk (8. november 1908 i København – 6. maj 1985) var en dansk komponist og korleder af Radioens Drengekor/Radiodrengekoret.
Henning Elbirk blev student fra Metropolitanskolen i 1929 og uddannede sig til cand. mag. i dansk og musik. Derefter blev han ansat ved Gammel Hellerup Gymnasium, hvor han var frem til 1976. I 1929 dannede han Radioens Drengekor, som han ledede i de ca. 40 år det eksisterede under DR’s auspicier. Efter at DR opgav koret, drev Elbirk det videre på egen hånd frem til korets 50 års jubilæum i 1979, med assistance fra bl.a. sønnen Jens Elbirk og pianisterne Lars Jørgensen og Lars Fjeldmose.
Ud over de koncerter koret medvirkede i i radio og TV, tog Elbirk det med på talrige rejser til udlandet. Udover vores nabolande optrådte koret i Grønland, Færøerne, Israel, Sovjetunionen, Bulgarien, Canada, Jomfruøerne (Dansk Vestindien) og ikke mindre end 7 gange i USA. I 1972 sang koret USA's nationalsang i Candlestick Park i San Francisco for et publikum på 62.000 mennesker og via TV for ca. 35.000.000. I alt har koret givet over 3000 koncerter. Desuden har det medvirket i forskellige film (bl.a. Vi kunne ha' det så rart), samt operaforestillinger på Det Kongelige Teater.
I 1979 blev Elbirk ridder af Dannebrog.

## Musik
- Min Onkel fra Ronongo (drenge-operette i 3 akter)
- Nu har vi altså jul igen
- Gammel Hellerup kantate
- samt redaktion af en række sangbøger